# Jornaleros

## Sinopsis
El cortometraje recorre los estados de Oaxaca, Morelos, Michoacán, Sinaloa, Sonora y Baja California para plasmar testimonios de la situación agraria de México y de los agricultores que trabajan en el campo mexicano. El filme muestral el camino que suelen seguir algunos agricultores de las zonas sur para acceder a las zonas de mayor desarrollo en el noroeste del país, buscando mejores posibilidades para la subsistencia de sus familias.
La investigación para el cortometraje se realizó entre 1971 y 1976 y el filme mismo está dividido en tres partes principales:
1. La primera parte se enfoca en el trabajo de los agricultores (los jornaleros) en sus propias comunidades, demostrando las razones que tienen para emigrar
2. La segunda parte se desarrollan las situaciones de los jornaleros en su búsqueda de trabajo
3. La tercera pate se enfoca en analizar las alternativas de los jornaleros para su futuro

## Premios
Eduardo Maldonado recibió un premio especial otorgado durante la entrega de los Premios Ariel en 1978